# Powiat głogowski
Powiat głogowski är ett distrikt (powiat) i sydvästra Polen, beläget i norra delen av Nedre Schlesiens vojvodskap. Huvudort och enda stad är Głogów. Distriktet hade 90 249 invånare i juni 2010.

## Administrativ kommunindelning
Distriktet indelas i sex kommuner, varav en stadskommun och fem landskommuner.

### Stadskommun
- Głogóws stad

### Landskommuner
- Gmina Głogów, Głogóws landskommun
- Jerzmanowa
- Kotla
- Pęcław
- Żukowice